# Mama do wynajęcia
Mama do wynajęcia (ang. Baby Mama) – amerykańska komedia romantyczna z 2008 roku oparty na scenariuszu i reżyserii Michaela McCullersa. Wyprodukowany przez Universal Pictures.
Światowa premiera filmu miała miejsce 23 kwietnia 2008 roku. W Polsce premiera filmu odbyła się 18 lipca 2008 roku.

## Opis fabuły
Zbliżająca się do czterdziestki bizneswoman Kate (Tina Fey) marzy o dziecku. Ma nikłe szanse na zajście w ciążę. Postanawia wynająć kobietę, która urodzi jej dziecko. Wybór pada na beztroską Angie (Amy Poehler). Rozrywkowa dziewczyna wprowadza się do niej, burząc jej uporządkowane życie.

## Obsada
- Tina Fey jako Katherine "Kate" Holbrook
- Amy Poehler jako Angela "Angie" Ostrowski
- Greg Kinnear jako Rob Ackerman
- Romany Malco jako Oscar Priyan
- Dax Shepard jako Carl Loomis
- Maura Tierney jako Caroline Holbrook
- Steve Martin jako Barry Waterman
- Sigourney Weaver jako Chaffee Bicknell
- Holland Taylor jako Rose Holbrook
- Stephen Mailer jako Dan

i inni